# La Cause du peuple (essai, 2016)
Pour l’article homonyme, voir La Cause du peuple (homonymie).
La Cause du peuple est un essai de Patrick Buisson paru en septembre 2016 aux éditions Perrin. L'auteur évoque le quinquennat de Nicolas Sarkozy avec un regard critique et expose ses réflexions sur la notion de « droite » en politique française.
Le titre reprend avec ironie le titre d'une célèbre revue d'extrême-gauche des années 1960 et 1970, La Cause du peuple.
L'essai est un succès de librairie.

## Thèmes
Patrick Buisson critique sévèrement Nicolas Sarkozy. Il explique pourquoi, à partir de 2010, il a suivi ce dernier dans l'arène politique et ce qui lui avait plu en lui. Patrick Buisson explique que, peu après le commencement du quinquennat, il avait découvert que Nicolas Sarkozy n'avait aucune pensée politique propre. Velléitaire et guidé par les sondages d'opinion dont il faisait grand cas, Sarkozy faisait de la politique à la « petite semaine », sans objectifs à long terme et sans profondes convictions. Ce n'est pas, selon Buisson, un vrai homme de droite ni un grand chef d'État, mais un homme opportuniste avide de pouvoir.
Buisson critique ainsi comment Nicolas Sarkozy s'est conduit imparfaitement en matière d'immigration, de politique économique, de gestion de crises, de politique internationale. Il critique aussi l'implication de Cécilia Sarkozy puis de Carla Bruni dans l'action politique.
Sur un plan plus général, Patrick Buisson expose que les principaux leaders de la droite classique ont « oublié le peuple » : il n'y a donc rien d'étonnant, selon lui, à ce que le vote populaire ait été récupéré par l'extrême gauche et l'extrême droite. La droite s'est focalisée sur la défense des catégories sociales les plus aisées de la population sans se préoccuper du quotidien des citoyens pauvres ou modestes.
Buisson prône la reconquête des électeurs et de l'opinion populaire par un « retour au peuple » et aux principes fondamentaux du gaullisme.
Au-delà de la France, Buisson fit des digressions, liées à Sarkozy, sur Kennedy, Obama, Guy Môquet…

## Réception critique
Pour le magazine en ligne Causeur, l'ouvrage « parle de la France et du pouvoir avec beaucoup de culture et d’intelligence ».
Pour L'Express, le livre mêle anecdotes et réflexions pour raconter et démonter le quinquennat de Nicolas Sarkozy.

## Éditions
- Patrick Buisson, La cause du peuple, Paris, Perrin, 2016, 460 p. (ISBN 978-2-262-06936-0, BNF 45381134)La couverture porte la mention « l'histoire interdite de la présidence Sarkozy »
- Réédition : Patrick Buisson, La Cause du peuple, Paris, Perrin, coll. « Tempus » (no 722), 2018, 607 p. (ISBN 978-2-262-07567-5, BNF 45510187)Nouvelle éd. revue et augmentée d'une préface inédite. La couverture porte la mention « le livre refondateur de la droite »